# Анкерсен, Петер
Пе́тер Сва́ррер А́нкерсен (дат. Peter Svarrer Ankersen; род. 22 сентября 1990[…], Эсбьерг, Рибе) — датский футболист, защитник клуба «Норшелланн». Выступал за сборную Дании.
Его брат-близнец, Якоб Анкерсен, также профессиональный футболист.

## Клубная карьера

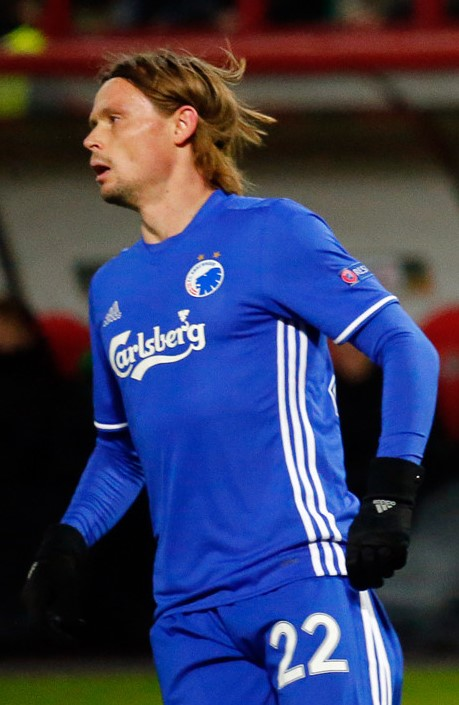
Анкерсен в составе «Копенгагена»

Петер прошёл подготовку в молодёжной команде «Эсбьерга», однако не обнаружил перспектив пробиться в основной состав этого клуба и летом 2010 года он решил присоединиться к «Вайле» (1-й датский дивизион).
После двух успешных сезонов в «Вайле», проведенных в 1-м дивизионе, Петер обратил на себя внимание более именитых клубов. В марте 2012 года он был продан норвежский «Русенборг».
Он сразу стал постоянным игроком основы, но проведя за «Русенборг» лишь 18 игр, по личным причинам решил вернуться на родину. Тем же летом Петер был продан обратно в «Эсбьерг», заключив контракт на 4 года.
После возвращения в родной клуб Петер, наряду с братом-близнецом Якобом Анкерсеном, стал неотъемлемой частью основы и выиграл в составе «Эсбьерга» Кубок Дании и занял 4-е место в датской Суперлиге.
В матче против «Орхус» 10 августа 2013 года (5-1) Анкерсен забил великолепный гол в стиле Марко ван Бастена на Евро-88.

## Международная карьера
17 мая 2013 года Петер получил первый вызов в сборную Дании на товарищеский матч против Грузии, однако на поле не вышел.
14 августа 2013 года он дебютировал в матче против Польши (2-3), заменив Николая Бойлесена в перерыве. При этом Анкерсен никогда не выступал за датские национальные молодёжные команды.

## Статистика

### Матчи Анкерсена за сборную Дании
| Матчи Анкерсена за сборную Дании | Матчи Анкерсена за сборную Дании | Матчи Анкерсена за сборную Дании | Матчи Анкерсена за сборную Дании | Матчи Анкерсена за сборную Дании | Матчи Анкерсена за сборную Дании |
| -------------------------------- | -------------------------------- | -------------------------------- | -------------------------------- | -------------------------------- | -------------------------------- |
| №                                | Дата                             | Соперник                         | Счёт                             | Голы Анкерсена                   | Соревнование                     |
| 1                                | 14 августа 2013                  | Польша                           | 2:3                              | —                                | Товарищеский матч                |
| 2                                | 10 сентября 2013                 | Армения                          | 1:0                              | —                                | Чемпионат мира 2014 (отбор)      |
| 3                                | 15 октября 2013                  | Мальта                           | 6:0                              | —                                | Чемпионат мира 2014 (отбор)      |
| 4                                | 15 ноября 2013                   | Норвегия                         | 2:1                              | —                                | Товарищеский матч                |
| 5                                | 5 марта 2014                     | Англия                           | 0:1                              | —                                | Товарищеский матч                |
| 6                                | 28 мая 2014                      | Швеция                           | 1:0                              | —                                | Товарищеский матч                |
| 7                                | 3 сентября 2014                  | Турция                           | 1:2                              | —                                | Товарищеский матч                |
| 8                                | 7 сентября 2014                  | Армения                          | 2:1                              | —                                | Чемпионат Европы 2016 (отбор)    |
| 9                                | 11 октября 2014                  | Албания                          | 1:1                              | —                                | Чемпионат Европы 2016 (отбор)    |
| 10                               | 14 ноября 2014                   | Сербия                           | 3:1                              | —                                | Чемпионат Европы 2016 (отбор)    |
| 11                               | 3 июня 2016                      | Босния и Герцеговина             | 2:2                              | —                                | Товарищеский матч                |
| 12                               | 7 июня 2016                      | Болгария                         | 4:0                              | —                                | Товарищеский матч                |
| 13                               | 31 августа 2016                  | Лихтенштейн                      | 5:0                              | —                                | Товарищеский матч                |
| 14                               | 4 сентября 2016                  | Армения                          | 1:0                              | —                                | Чемпионат мира 2018 (отбор)      |
| 15                               | 8 октября 2016                   | Польша                           | 2:3                              | —                                | Чемпионат мира 2018 (отбор)      |
| 16                               | 11 октября 2016                  | Черногория                       | 0:1                              | —                                | Чемпионат мира 2018 (отбор)      |
| 17                               | 11 ноября 2016                   | Казахстан                        | 4:1                              | 1                                | Чемпионат мира 2018 (отбор)      |
| 18                               | 15 ноября 2016                   | Чехия                            | 1:1                              | —                                | Товарищеский матч                |
| 19                               | 26 марта 2017                    | Румыния                          | 0:0                              | —                                | Чемпионат мира 2018 (отбор)      |
| 20                               | 11 ноября 2017                   | Ирландия                         | 0:0                              | —                                | Чемпионат мира 2018 (отбор)      |
| 21                               | 14 ноября 2017                   | Ирландия                         | 5:1                              | —                                | Чемпионат мира 2018 (отбор)      |
| 22                               | 16 октября 2018                  | Австрия                          | 2:0                              | —                                | Товарищеский матч                |
| 23                               | 19 ноября 2018                   | Ирландия                         | 0:0                              | —                                | Лига наций УЕФА 2018/2019        |
| 24                               | 21 марта 2019                    | Косово                           | 2:2                              | —                                | Товарищеский матч                |
| 25                               | 10 июня 2019                     | Грузия                           | 5:1                              | —                                | Чемпионат Европы 2020 (отбор)    |
| 26                               | 12 октября 2019                  | Швейцария                        | 1:0                              | —                                | Чемпионат Европы 2020 (отбор)    |
| 27                               | 15 октября 2019                  | Люксембург                       | 4:0                              | —                                | Товарищеский матч                |

Итого: 27 матчей / 1 гол; 15 побед, 7 ничьих, 5 поражений.

## Достижения
«Эсбьерг»
- Обладатель Кубка Дании по футболу: 2012/13

«Ред Булл»
- Чемпион Австрии: 2014/15
- Обладатель Кубка Австрии по футболу: 2014/15

«Копенгаген»
- Чемпион Дании (3): 2015/16, 2016/17, 2018/19
- Обладатель Кубка Дании по футболу (2): 2015/16, 2016/17